# Жету
Жету (фр. Jethou) је мало острво, део групе Каналских острва. Острво није отворено за јавност. 
Површина износи 0,18 km², без становника. Према причи, острво је пре 709. било део острва Херм, када је олуја однела део острва са којим је било повезано.